# Drimia multifolia
Drimia multifolia ist eine Pflanzenart der Gattung Drimia in der Familie der Spargelgewächse (Asparagaceae). Das Artepitheton multifolia leitet sich von den lateinischen Worten multi für ‚viele‘ sowie folius für ‚-blättig‘ ab.

## Beschreibung
Drimia multifolia wächst einzeln mit unterirdischen, kugelförmigen bis ellipsoiden Zwiebeln, die eine Länge von bis zu 4 Zentimeter aufweisen. Die bis zu 50 spiralförmig verdrehten, grünen Laubblätter erscheinen mit den Blüten. Ihre stielrunde Blattspreite ist 10 bis 20 Zentimeter lang und 0,2 Millimeter breit. 
Der aufrechte, bis zu 15-blütige, rispige Blütenstand erreicht eine Länge von bis zu 20 Zentimeter. Der Blütenschaft ist kahl. Die dreieckig-lanzettlichen Brakteen sind bis zu 4 Millimeter lang und an ihrer Basis gespornt. Die Blüten stehen an bis zu 8 Millimeter langen Blütenstielen. Die Blütenhülle ist sternförmig. Ihre elliptischen Perigonblätter sind weiß mit einem bräunlichen Mittelstreifen. Sie sind 12 Millimeter lang und 5 Millimeter breit. Die Spitzen sind stumpf. Die Staubblätter sind 5 Millimeter lang. Die Staubfäden sind fadenförmig. Der länglich ellipsoide Fruchtknoten weist eine Länge von 4 Millimeter auf. Der aufrechte Griffel ist 3 Millimeter lang.
Über die Früchte und Samen ist nichts bekannt.

## Systematik und Verbreitung
Drimia multifolia ist in der südafrikanischen Provinz Nordkap in der Sukkulenten-Karoo verbreitet.
Die Erstbeschreibung als Urginea multifolia durch Gwendoline Joyce Lewis wurde 1952 veröffentlicht. John Peter Jessop stellte die Art 1977 in die Gattung Drimia.

## Nachweise